# Grenzüberschreitende Zusammenarbeit
Grenzüberschreitende Zusammenarbeit ist die nachbarschaftliche Zusammenarbeit in allen Lebensbereichen zwischen angrenzenden Gebieten, regionalen und kommunalen Gebietskörperschaften, Behörden oder Institutionen in Grenzgebieten.
Ein Grenzgebiet besteht aus einem Gebiet mit seinen Bewohnern und dem Beziehungsnetz, das zwischen ihnen besteht, jedoch durch eine Staatsgrenze gestört wird bzw. wo die Grenze den Aufbau von Beziehungsnetzen von vornherein verhindert oder zumindest erschwert.

## Wirtschaftliche und kulturelle Zusammenarbeit
Durch die Grenzlage werden zum Beispiel kleine und mittlere Unternehmen in ihrer wirtschaftlichen Aktivität auf beiden Seiten der Grenze beschränkt, Arbeitnehmer haben Schwierigkeiten bei deren Sozialversicherungen und Besteuerung bei Beschäftigung auf der anderen Seite der Grenze, der  öffentliche Nahverkehr ist oft nicht aufeinander abgestimmt und die Verwaltungen beiderseits der Grenze sind häufig wenig oder gar nicht miteinander vernetzt, sodass Defizite beispielsweise im Katastrophenschutz oder bei der Kriminalitätsbekämpfung entstehen.
Ein grundlegendes Prinzip der grenzüberschreitenden Zusammenarbeit besteht darin, Verbindungen und vertragliche Beziehungen in Grenzregionen zu schaffen, sodass gemeinsame Lösungen für Probleme gefunden werden können, von denen die gesamte Grenzregion betroffen ist. Instrument der europäischen Strukturpolitik ist insbesondere die Gemeinschaftsinitiative INTERREG.
Als modellhaft gilt die grenzüberschreitende Zusammenarbeit an Oberrhein, Hochrhein und Bodensee.

## Polizeiliche Zusammenarbeit
Nach Art. 39 Abs. 4 des Schengener Durchführungsübereinkommens (SDÜ) kann die polizeiliche Zusammenarbeit in den Grenzgebieten in Vereinbarungen zwischen den zuständigen Ministern der Vertragsparteien geregelt werden. Davon zu unterscheiden ist die polizeiliche Zusammenarbeit zwischen allen zuständigen Behörden der Mitgliedstaaten aufgrund der europäischen Gesetzgebung, um einen EU-weiten Raum der Freiheit, der Sicherheit und des Rechts zu schaffen.
Die grenzüberschreitende polizeiliche Zusammenarbeit erlaubt es den Beamten einer Vertragspartei, auf dem Hoheitsgebiet einer anderen Vertragspartei einzuschreiten, etwa durch Nacheile oder Observation über die jeweilige Landesgrenze hinweg.

### Bilateral
Bilaterale Polizei- und Zollverträge bestehen mit:
- Belgien und Deutschland
  - Rechtsgrundlage: Abkommen vom 27. März 2000 zwischen der Regierung des Königreichs Belgien und der Regierung der Bundesrepublik Deutschland über die Zusammenarbeit der Polizeibehörden und der Zollverwaltungen in den Grenzgebieten, seit dem 23. Oktober 2002 in Kraft.[4][5]
  - Räumlicher Geltungsbereich: Die Gerichtsbezirke Eupen, Verviers, Lüttich und Tongeren sowie der Polizeibezirk Trier, Stadt Aachen, Kreise Aachen, Düren, Euskirchen und Heinsberg
  - Beteiligte Verbindungsstellen:
    - Belgische Behörden: Gendarmeriedistrikt Eupen
    - Deutsche Behörden: Polizeipräsidien Trier und Aachen, Bundesgrenzschutzämter Kleve, Köln und Saarbrücken

- Dänemark und Deutschland
  - Rechtsgrundlage: Abkommen zwischen der Regierung des Königreiches Dänemark und der Regierung der Bundesrepublik Deutschland über die polizeiliche Zusammenarbeit in den Grenzgebieten vom 21. März 2001, seit dem 11. August 2002 in Kraft.[6][7]
  - Behörde: Gemeinsames Zentrum der dänisch-deutschen Polizei- und Zollzusammenarbeit Padborg (dt. Pattburg)
  - Dienstsitz: Padborg (Dänemark)
  - Räumlicher Geltungsbereich: dänisches-deutsches Grenzgebiet
  - Beteiligt:
    - Dänische Behörden: Reichspolizeichef, verschiedene Polizeidirektionen, Zoll- und Steuerbehörden
    - Deutsche Behörden: Bundespolizeipräsidium, Polizei- und Wasserschutzpolizeidirektionen in Mecklenburg-Vorpommern und Schleswig-Holstein

- Deutschland und Frankreich
  - Rechtsgrundlage: Abkommen vom 9. Oktober 1997 zwischen der Regierung der Bundesrepublik Deutschland und der Regierung der Französischen Republik über die Zusammenarbeit der Polizei- und Zollbehörden (sog. Mondorfer Abkommen), seit dem 1. April 2000 in Kraft.[8][9]
  - Behörde: Gemeinsames Zentrum der deutsch-französischen Polizei- und Zollzusammenarbeit[10]
  - Dienstsitz: Kehl (Deutschland)
  - Räumlicher Geltungsbereich: Regierungsbezirke Freiburg und Karlsruhe, Polizeibezirke der Polizeipräsidien Rheinpfalz und Westpfalz, Saarland sowie die Grenzdepartements Oberelsass (Haut-Rhin), Unterelsass (Bas-Rhin) und Mosel (Moselle)
  - Beteiligt:
    - Deutsche Behörden: Bundespolizeipräsidium, Landeskriminalamt BaWü, Zollkriminalamt Köln
    - Französische Behörden: Police Nationale, Gendarmerie Nationale, Douane

- Deutschland und Luxemburg
  - Rechtsgrundlage: Vereinbarung zwischen dem Bundesminister des Innern der Bundesrepublik Deutschland sowie dem Justizminister und Minister der öffentlichen Macht des Großherzogtums Luxemburg über die polizeiliche Zusammenarbeit im Grenzgebiet zwischen der Bundesrepublik Deutschland und dem Großherzogtum Luxemburg vom 24. Oktober 1995, seit dem 1. Juni 1996 in Kraft.[11] Übereinkommen zwischen den Regierungen der Bundesrepublik Deutschland, der Regierung des Königreichs Belgien, der Regierung des Großherzogtums Luxemburg und der Regierung der Französischen Republik zur Einrichtung und zum Betrieb eines Gemeinsamen Zentrums der Polizei- und Zollzusammenarbeit im gemeinsamen Grenzgebiet vom 24. Oktober 2008.
  - Behörde: Gemeinsames Zentrum der grenzüberschreitenden Polizei- und Zollzusammenarbeit Luxemburg[12]
  - Dienstsitz: Luxemburg (Stadt)
  - Räumlicher Geltungsbereich: Polizeibezirk Trier, Saarland, Großherzogtum Luxemburg
  - Beteiligte Kontaktstellen:
    - Deutsche Behörden: Polizeipräsidium Trier, Polizeidirektion West in Saarlouis
    - Luxemburgische Behörden: Kommando der Gendarmerie und die Direktion der Polizei in Luxemburg, Douane Luxemburg, Police Fédérale Belgien, Douane Belgien, Gendarmerie Nationale Frankreich, Police Nationale Frankreich, Douane Frankreich

- Deutschland und Niederlande
  - Rechtsgrundlage: Vertrag zwischen der Bundesrepublik Deutschland und dem Königreich der Niederlande über die grenzüberschreitende polizeiliche Zusammenarbeit und die Zusammenarbeit in strafrechtlichen Angelegenheiten vom 2. März 2005, seit dem 1. September 2006 in Kraft.[13][14]
  - Behörde: Gemeinsame Verbindungsstelle Niederlande (Gemeinsames Grenzkoordinations-Centrum)
  - Dienstsitz: Kein gemeinsames Zentrum, aber als ähnliche Einrichtung besteht das Euregionale Polizeiliche Informations- und Kooperations-Zentrum (EPICC) der Euregio Maas-Rhein mit Sitz in Kerkrade (vormals Heerlen)[15]
  - Beteiligt:
    - Deutsche Behörden: Polizeivollzugsbehörden des Bundes und der Länder sowie die Staatsanwaltschaften und Gerichte
    - Niederländische Behörden: Polizei, Staatsanwaltschaften und mit der Durchführung des Vertrags befasste Ministerien
    - Dinxperlo: Erste deutsch-niederländische Polizeistation[16]

- Deutschland und Österreich
  - Rechtsgrundlage: Vertrag vom 10. November und 19. Dezember 2003 zwischen der Bundesrepublik Deutschland und der Republik Österreich über die grenzüberschreitende Zusammenarbeit zur polizeilichen Gefahrenabwehr und in strafrechtlichen Angelegenheiten, seit dem 1. Dezember 2005 in Kraft.[17][18]
  - Behörde: Gemeinsames Zentrum Passau[19]
  - Dienstsitz: Passau
    - Räumlicher Geltungsbereich: die Regierungsbezirke Freiburg, Stuttgart, Tübingen, Schwaben, Ober- und Niederbayern sowie die Sicherheitsdirektionen für die Bundesländer Vorarlberg, Tirol, Salzburg und Oberösterreich
    - Beteiligt:
      - Deutsche Behörden: Polizeivollzugsbehörden des Bundes und der Länder sowie die Staatsanwaltschaften und Gerichte
      - Österreichische Behörden: Polizei- und Justizbehörden

- Deutschland und Polen
  - Rechtsgrundlage: Abkommen zwischen der Regierung der Bundesrepublik Deutschland und der Regierung der Republik Polen über die Zusammenarbeit der Polizei-, Grenz- und Zollbehörden vom 15. Mai 2014, seit dem 9. Juli 2015 in Kraft.[20][21]
  - Behörde: Gemeinsames Zentrum der deutsch-polnischen Polizei- und Zollzusammenarbeit Swiecko
  - Dienstsitz: Świecko (Polen)
  - Räumlicher Geltungsbereich: die Gebiete der örtlichen Zuständigkeit der Grenzbehörden in der Republik Polen; in der Bundesrepublik Deutschland die Länder Berlin, Brandenburg, Mecklenburg-Vorpommern und der Freistaat Sachsen
  - Beteiligt:
    - Deutsche Behörden: zentrale Behörden und Grenzbehörden wie das Bundespolizeipräsidium, Landespolizei Brandenburg, Landeskriminalamt Brandenburg, Landeskriminalamt Mecklenburg-Vorpommern, Landeskriminalamt Sachsen, Hauptzoll- und Zollfahndungsämter
    - Polnische Behörden: zentrale Behörden und Polizei-, Grenzschutz- und Zollbehörden

- Deutschland und die Schweiz
  - Rechtsgrundlage: Vertrag zwischen der Bundesrepublik Deutschland und der Schweizerischen Eidgenossenschaft über die grenzüberschreitende polizeiliche und justitielle Zusammenarbeit vom 27. April 1999, seit dem 1. März 2002 in Kraft.[22][23][24] Mit Wirkung zum 29. März 2009 ist die Schweiz dem Schengen-Raum beigetreten.[25]
  - Behörde: direkte Zusammenarbeit der involvierten Polizeidienste[26]
  - Räumlicher Geltungsbereich: Regierungsbezirke Freiburg, Tübingen, Stuttgart, Schwaben, Oberbayern und Mittelfranken sowie die Kantone Basel-Stadt, Basel-Land, Aargau, Schaffhausen, Zürich, Thurgau und St. Gallen
  - Beteiligte nationale Zentralstellen:
    - Deutsche Behörden: Bundeskriminalamt
    - Schweizer Behörden: Bundesamt für Polizeiwesen, Bundespolizei

- Deutschland und Tschechische Republik
  - Rechtsgrundlage: Vertrag vom 28. April 2015 zwischen der Bundesrepublik Deutschland und der Tschechischen Republik über die polizeiliche Zusammenarbeit und zur Änderung des Vertrages vom 2. Februar 2000 zwischen der Bundesrepublik Deutschland und der Tschechischen Republik über die Ergänzung des Europäischen Übereinkommens über die Rechtshilfe in Strafsachen vom 20. April 1959 und die Erleichterung seiner Anwendung, seit dem 1. Oktober 2016 in Kraft.[27]
  - Behörde: Gemeinsames Zentrum der deutsch-tschechischen Polizei- und Zollzusammenarbeit Petrovice-Schwandorf
  - Dienstsitz: Schwandorf (Deutschland)
  - Räumlicher Geltungsbereich: Grenzgebiete, d. h. der örtliche Zuständigkeitsbereich der für die Zusammenarbeit zuständigen deutschen und tschechischen Behörden
  - Arbeitsstelle Schwandorf
    - Beteiligt:
      - Deutsche Behörden: Bundespolizeipräsidium, Bayerische Polizei, Zollkriminalamt Köln
      - Tschechische Behörden: Polizei Tschechische Republik, Polizeiverwaltung Westböhmen, Zollverwaltung der Tschechischen Republik (Zollamt des Bezirks Pilsen)

  - Arbeitsstelle Petrovice mit Sitz in Bahratal (Deutschland)
    - Beteiligt:
      - Deutsche Behörden: Bundespolizeipräsidium, Landeskriminalamt Sachsen, Zollkriminalamt Köln
      - Tschechische Behörden: Polizei der Tschechischen Republik, Gebietsdirektion der Ausländerpolizei Ústí nad Labem, Zoll der Tschechischen Republik

- Liechtenstein, Österreich und die Schweiz
  - Rechtsgrundlage: Vertrag zwischen der Schweizerischen Eidgenossenschaft, der Republik Österreich und dem Fürstentum Liechtenstein über die grenzüberschreitende polizeiliche Zusammenarbeit vom 4. Juni 2012, seit dem 1. Juli 2017 in Kraft.[28]
  - Räumlicher Geltungsbereich: Das gesamte Hoheitsgebiet Liechtensteins, die Bundesländer Vorarlberg und Tirol, die Kantone St. Gallen und Graubünden
  - Beteiligte nationale Zentralstellen:
    - Liechtensteiner Behörden: Landespolizei
    - Österreichische Behörden: Bundesminister für Inneres
    - Schweizer Behörden: Bundesamt für Polizei

### Multilateral
Belgien, Deutschland, Spanien, Frankreich, die Niederlande, Luxemburg und Österreich haben im multilateralen Prümer Vertrag die grenzüberschreitende Zusammenarbeit, insbesondere zur Bekämpfung des Terrorismus, der grenzüberschreitenden Kriminalität und der illegalen Migration vertieft. Mit dem Vertrag soll insbesondere der Informationsaustausch zum Zwecke der Verhinderung und Verfolgung von Straftaten zwischen den Unterzeichnerstaaten verbessert werden.